# FAM173B
FAM173B (англ. Family with sequence similarity 173 member B) – білок, який кодується однойменним геном, розташованим у людей на 5-й хромосомі. Довжина поліпептидного ланцюга білка становить 233 амінокислот, а молекулярна маса — 26 110.
| 10         |  | 20         |  | 30         |  | 40         |  | 50         |
| ---------- |  | ---------- |  | ---------- |  | ---------- |  | ---------- |
| MEGGGGIPLE |  | TLKEESQSRH |  | VLPASFEVNS |  | LQKSNWGFLL |  | TGLVGGTLVA |
| VYAVATPFVT |  | PALRKVCLPF |  | VPATTKQIEN |  | VVKMLRCRRG |  | SLVDIGSGDG |
| RIVIAAAKKG |  | FTAVGYELNP |  | WLVWYSRYRA |  | WREGVHGSAK |  | FYISDLWKVT |
| FSQYSNVVIF |  | GVPQMMLQLE |  | KKLERELEDD |  | ARVIACRFPF |  | PHWTPDHVTG |
| EGIDTVWAYD |  | ASTFRGREKR |  | PCTSMHFQLP |  | IQA        |  |            |

A: Аланін

C: Цистеїн

D: Аспарагінова кислота

E: Глутамінова кислота

F: Фенілаланін

G: Гліцин

H: Гістидин

I: Ізолейцин

K: Лізин

L: Лейцин

M: Метіонін

N: Аспарагін

P: Пролін

Q: Глутамін

R: Аргінін

S: Серин

T: Треонін

V: Валін

W: Триптофан

Задіяний у таких біологічних процесах, як ацетилювання, альтернативний сплайсинг. 
Локалізований у мембрані.